# Chojnice
Chojnice (tyska: Konitz, Conitz, Könitz; kasjubiska: Chònice) är en stad i Pommerns vojvodskap i norra Polen med 39 716 invånare (år 2006).
Stadens främsta fotbollslag är Chojniczanka Chojnice.